# イーシャー・ウパニシャッド

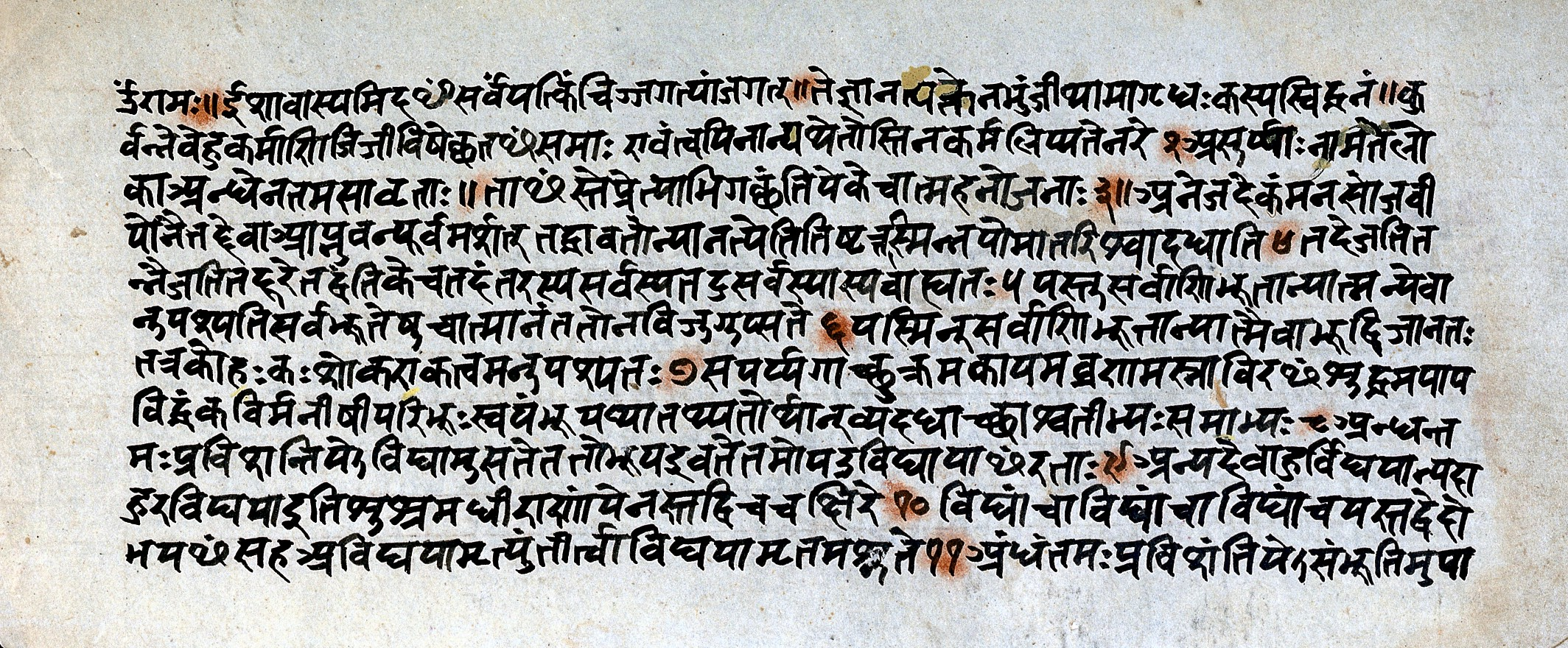
イーシャー・ウパニシャッド

イーシャー・ウパニシャッド（梵: ईशोपनिषत्）とは、ウパニシャッドの1つ。白ヤジュル・ヴェーダに付属し、古ウパニシャッドの中では、中期の「韻文ウパニシャッド」に分類される。
アートマン思想が述べられる。

## 日本語訳
- 湯田豊『ウパニシャッド　翻訳および解説』大東出版社、2000年。ISBN 4-500-00656-7。
- 佐保田鶴治『ウパニシャッド』平河出版社、1979年。ISBN 4892030260。
- 日野紹運、奥村文子『ウパニシャッド』日本ヴェーダンタ協会、2009年。ISBN 4931148409。